# Дони-Срджевичи
Дони-Срджевичи (серб. Доњи Срђевићи) — населенный пункт в общине Србац, который принадлежит энтитету Республике Сербской, Босния и Герцеговина. По результатам югославской переписи населения 1991 года в Дони Срджевичи проживало 393 человека.

## Население
| 1948                           | 1953 | 1961 | 1971 | 1981 | 1991 | - |
| ------------------------------ | ---- | ---- | ---- | ---- | ---- | - |
| 430                            | 499  | 494  | 414  | 485  | 393  | - |
| Гистограмма динамики населения |      |      |      |      |      |   |